# Isola Lipson
L'isola Lipson (in inglese: Lipson Island, desueto l'appellativo francese Ile D'Alembert) è una piccola isola australiana sita nel golfo di Spencer, sulle coste sud-orientali della penisola di Eyre.

## Geografia
Lipson Island è situata nel golfo di Spencer: amministrativamente parte della località di Lipson, l'isola è situata a circa 150 metri dalla costa di fronte alla rinomata località balneare di Lipson Cove (da cui è raggiungibile a piedi durante la bassa marea), a 12 chilometri in direzione NNE dal centro abitato.
L'isola ha una forma a fagiolo, allungata in direttrice SW-NE, e si presenta brulla e circondata da scogliere e zone rocciose, con una piccola spiaggia sulla sua costa occidentale.

## Fauna

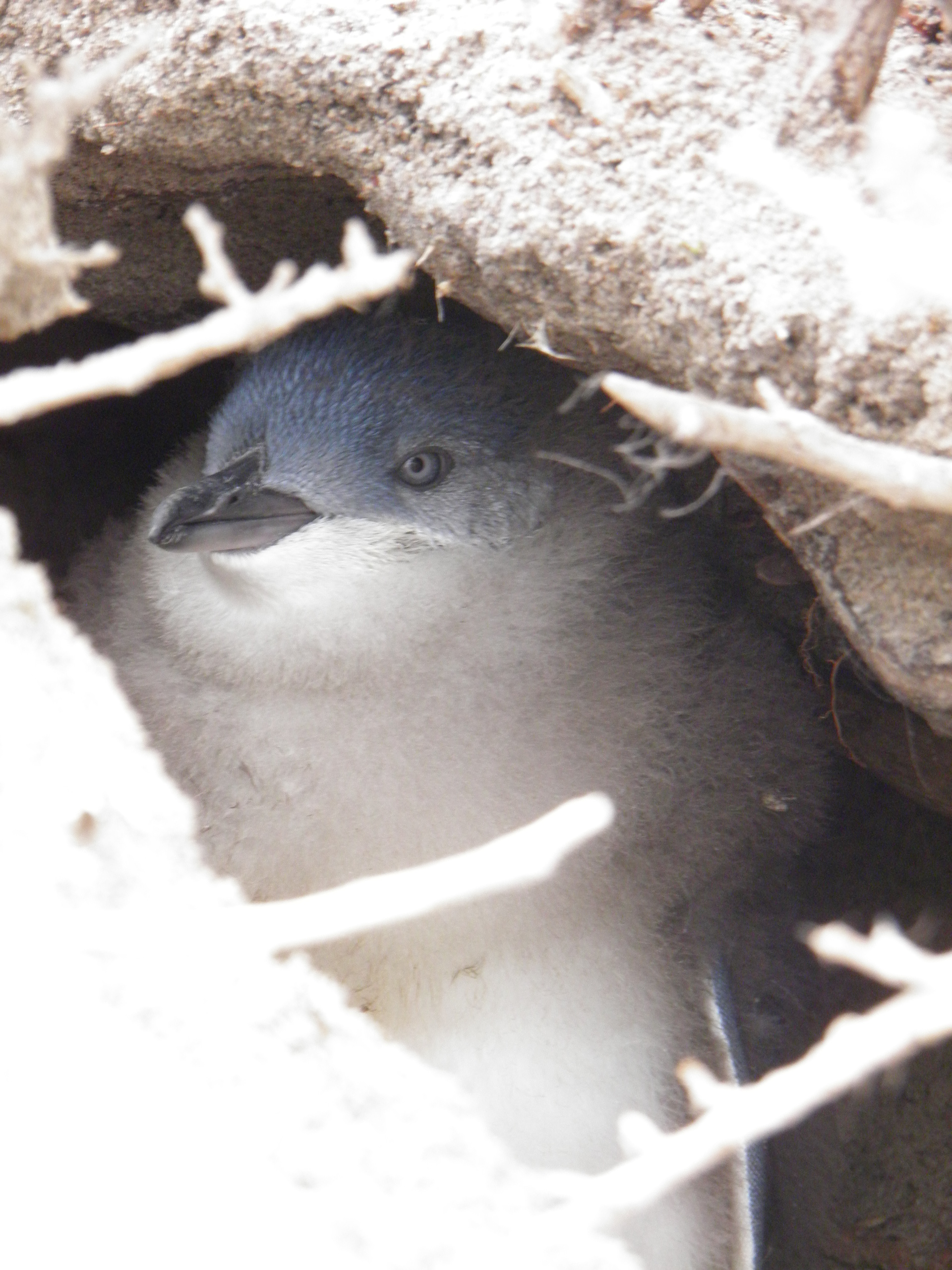
Pinguino minore blu in tana a Lipson Island.

Le acque attorno all'isola vengono visitate regolarmente da squali bianchi e tursiopi, ed annualmente è possibile osservare nelle sue acque il passaggio delle balene franche australi: talvolta le otarie orsine meridionali di passaggio si fermano a prendere il sole sugli scogli dell'isola.

L'isola Tumby presenta colonie nidificanti di gabbiano australiano, gabbiano del Pacifico, sterna crestata, beccaccia di mare fuligginosa e cormorano faccianera: essa rappresenta inoltre una tappa durante la migrazione per il piovanello tridattilo e il vulnerabile piro-piro siberiano. Altre specie di interesse conservazionistico che visitano l'isola sono il corriere dal cappuccio, il fraticello australiano e l'aquila pescatrice panciabianca.

Lipson Island è famosa per ospitare una colonia di pinguini minori blu monitorata e stabile (al contrario di molte altre nell'area che si sono ridotte numericamente o sono addirittura scomparse) fin dal 1954.
Nel luglio 2020 sono stati individuate dalle 92 alle 268 specie di organismi residenti nell'area di Lipson Island e del prospiciente Lipson Cove. Fra di esse, anche gli introdotti volpe rossa, piccione domestico e storno comune.
Per preservarne la biodiversità, Lipson Island è stata dichiarata parco naturale nel 1967, col nome di Lipson Island Conservation Park ed il rango di monumento naturale.